# Nerax kondratieffi
Nerax kondratieffi là một loài ruồi trong họ Asilidae. Nerax kondratieffi được Bullington & Lavigne miêu tả năm 1984.